# 弁解
| ウィキペディアには「弁解」という見出しの百科事典記事はありません（タイトルに「弁解」を含むページの一覧/「弁解」で始まるページの一覧）。 代わりにウィクショナリーのページ「弁解」が役に立つかもしれません。 |